# Channeled Scabland

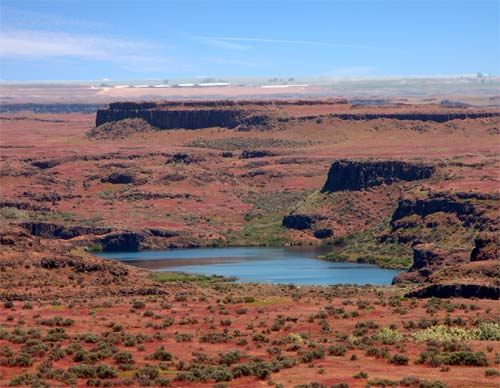
Drumheller Channels

O Channeled Scabland é um deserto localizado em Washington, nos Estados Unidos. Ele foi criado pelas inundações de Missoula, uma série de eventos cataclísmicos de explosão de lagos glaciais que varreram periodicamente o leste de Washington e desceram o desfiladeiro do rio Columbia no final da última era glacial.
O Rio Vales forma vales e cânions em forma de "V" ao longo do deserto.